# I paradis ...
I paradis ... är en svensk komedifilm från 1941 i regi av Per Lindberg. I huvudrollerna ses Einar Beyron, Birgitta Valberg, Viveca Lindfors, Georg Rydeberg och Nisse Lundell.

## Handling
En bokförläggare (Einar Beyron) har fått kvinnokarlsrykte, trots att inte så är fallet. Han reser bort från påträngande kvinnor med båt ut till en skärgårdsholme.

## Om filmen
Filmen hade premiär den 13 oktober 1941 i ett antal svenska städer. Stockholmspremiär på biograferna Olympia vid Birger Jarlsgatan och Roxy vid Sankt Eriksgatan. Den blev ett ekonomiskt fiasko. Filmen är i dagsläget försvunnen.

## Rollista
- Einar Beyron – Adam Tomson, bokförläggare
- Margit Manstad – Birgitta Vendel
- Viveca Lindfors – Angelica
- Birgitta Valberg – Marianne, Adams sekreterare
- Georg Rydeberg – Leo Flykt
- Nils Ohlin – Bernhard
- Nisse Lundell – Lasse, gast på Adams segelbåt
- Harry Roeck-Hansen – konsul Jansson
- Gudrun Brost – Klara
- Anna-Lisa Baude – tant Augusta
- Hilding Gavle – "Blixten", redaktör på Adams förlag
- Fritiof Billquist – Oscar
- Tollie Zellman – kärlekskrank dam